# Jasper Oldenhof
Jasper Oldenhof (4 november 1991) is een Nederlands acteur.
Jasper Oldenhof maakte zijn acteerdebuut als Erik in Erik of 't Klein Insectenboek, de film die Gidi van Liempd maakte naar het beroemde boek van Godfried Bomans.
Oldenhof speelde tevens een van de hoofdrollen in de jeugdserie Willemspark, die werd uitgezonden in VPRO's Villa Achterwerk. Ook speelt Oldenhof in het AVRO-programma We gaan nog niet naar huis, en in de film Sterke verhalen.